# Aanwijzend voornaamwoord
Het aanwijzend voornaamwoord of pronomen demonstrativum is het voornaamwoord met een verwijzende waarde, die nadrukkelijker is dan die van andere voornaamwoorden.

## Vormen

### Niet-zelfstandig en zelfstandig gebruik
Een aanwijzend voornaamwoord dat een functionele relatie heeft met een ander naamwoord in dezelfde zin c.q. hoofd- of bijzin, noemen we niet-zelfstandig (of bijvoeglijk) gebruikt.
- Dit huis is prachtig.

Er zijn daarentegen ook zelfstandig (of niet-bijvoeglijk) gebruikte aanwijzend voornaamwoorden. De relatie betreft er dan een met een niet (in dezelfde zin) genoemd object.
- Ik wil rode bloemen. Die vind ik mooier.

### Verbuiging
de-woorden enkelvoud
deze (voor dichtbij)
die (voor veraf of niet-aanwezig)
dat, (voor veraf)
dit
zulks (archaïsch, in formeel taalgebruik nog gebezigd om herhaling van een ander aanwijzend voornaamwoord te voorkomen, bijvoorbeeld in het slotformulier van Nederlandse wetten)
dien, gene, gindse (voor veraf, archaïsch)
het-woorden enkelvoud
dit (voor dichtbij)
dat (voor veraf of niet-aanwezig)
ginds (voor veraf, verouderd)
zo'n, zo een (volledige vorm van zo'n), zulk een
zulks (zie boven)
- Het verbaast me dat zulks kan gebeuren.

meervoud
deze (voor dichtbij)
die (voor veraf of niet-aanwezig)
gene, gindse (voor veraf, verouderd)
zulke

### Genitiefvormen
In geschreven, formeel, dan wel archaïsch taalgebruik komen de genitiefvormen van die en deze nog wel voor.
Die (vrouwelijk en meervoud)
dier
- De moeder dier kinderen

Die (mannelijk en onzijdig)
diens
- Je kent Jakob; diens vrouw ligt in het ziekenhuis

deze (vrouwelijk en meervoud)
dezer
- Een dezer dagen  voornamelijk in versteende uitdrukkingen

deze (mannelijk en onzijdig)
dezes
- vrijwel uitgestorven, komt nog wel voor in de vaste uitdrukking schrijver dezes, waarin een (brief)schrijver naar zichzelf verwijst.

achterzetsel · bijwoord · ideofoon · lidwoord · naamwoord (bijvoeglijk · eigennaam · zelfstandig) · telwoord (hoofdtelwoord · rangtelwoord · telbijwoord) · tussenwerpsel · voegwoord · voornaamwoord (aanwijzend · betrekkelijk · bezittelijk · onbepaald · persoonlijk · temporeel · uitroepend · vragend · wederkerend · wederkerig) · voorzetsel · werkwoord